# Bradley Weiss
Bradley Weiss (* 21. März 1989 in Somerset West) ist ein südafrikanischer Triathlet. Er ist U23-Weltmeister Cross-Triathlon (2012) und Weltmeister Xterra Cross-Triathlon (2017, 2018).

## Werdegang
Bradley Weiss war viele Jahre im Cross-Triathlon aktiv. Er wurde im Mai 2012 in den Vereinigten Staaten U23-Weltmeister Cross-Triathlon (1,5 km Schwimmen, 31 km Mountainbike und 10 km Crosslauf). Bradley Weiss wird trainiert von Dan Hugo.

### Weltmeister Xterra Cross-Triathlon 2017
Im September 2017 wurde er Xterra-Europameister im Cross-Triathlon.
Bei der Xterra-Weltmeisterschaft konnte der 28-Jährige auf Hawaii im Oktober 2017 das Rennen für sich entscheiden.
Im Januar 2019 konnte der damals 29-Jährige den Ironman 70.3 South Africa (1,9 km Schwimmen, 90 km Radfahren und 21,1 km Laufen) gewinnen und er stellte mit seiner Siegerzeit von 3:53:50 h einen neuen Streckenrekord ein.
Im April 2022 wurde er bei seinem ersten Start auf der Langdistanz Zweiter in Port Elizabeth beim Ironman South Africa.
Im Oktober 2024 wurde der 35-Jährige als bester Südafrikaner Elfter bei den Ironman World Championships auf Hawaii.
Seit Februar 2022 ist er zusammen mit seiner Partnerin Janina  Vater eines Kindes.

## Sportliche Erfolge
| Datum/Jahr    | Rang | Wettbewerb                           | Austragungsort  | Zeit     | Bemerkung                                        |
| ------------- | ---- | ------------------------------------ | --------------- | -------- | ------------------------------------------------ |
| 14. Apr. 2024 | 12   | T100 Singapore                       | Singapur        | 03:35:44 | 2 km Schwimmen, 80 km Radfahren und 18 km Laufen |
| 21. Mai 2023  | 3    | Ironman 70.3 Pays d’Aix France       | Aix-en-Provence | 03:53:22 |                                                  |
| 6. Nov. 2022  | 1    | Ironman 70.3 Mossel Bay              | Mossel Bay      |          |                                                  |
| 21. März 2021 | 5    | RSA Triathlon National Championships | Maselspoort     | 01:53:58 |                                                  |
| 26. Jan. 2020 | 2    | Ironman 70.3 South Africa            | East London     | 04:05:48 |                                                  |
| 29. Sep. 2019 | 2    | Ironman 70.3 Augusta                 | Augusta         | 03:44:01 |                                                  |
| 8. Sep. 2019  | 9    | Ironman 70.3 World Championships     | Nizza           | 04:03:09 | [ 4 ]                                            |
| 27. Jan. 2019 | 1    | Ironman 70.3 South Africa            | East London     | 04:09:19 | Sieg mit neuem Streckenrekord                    |

| Datum/Jahr    | Rang | Wettbewerb           | Austragungsort | Zeit     | Bemerkung               |
| ------------- | ---- | -------------------- | -------------- | -------- | ----------------------- |
| 20. Juli 2025 | 7    | Ironman USA          | Lake Placid    | 08:08:49 |                         |
| 27. Okt. 2024 | 11   | Ironman Hawaii       | Hawaii         | 07:55:37 |                         |
| 5. März 2023  | 2    | Ironman South Africa | Port Elizabeth | 07:16:51 | Schwimmdistanz verkürzt |

| Datum/Jahr    | Rang | Wettbewerb                                 | Austragungsort | Zeit     | Bemerkung                            |
| ------------- | ---- | ------------------------------------------ | -------------- | -------- | ------------------------------------ |
| 18. Aug. 2018 | 1    | Xterra European Championships              | Olbersdorf     | 02:32:34 | Europameister Xterra Cross Triathlon |
| 22. Apr. 2018 | 1    | Xterra Philippines                         | Danao          | 02:16:28 | Asia-Pacific Championship            |
| 29. Okt. 2017 | 1    | Xterra World Championships                 | Maui           |          | Xterra-Weltmeister                   |
| 16. Sep. 2017 | 3    | Xterra USA National Championships          | Ogden (Utah)   |          |                                      |
| 2. Sep. 2017  | 1    | Xterra European Championships              | Møns Klint     |          | Europameister Xterra Cross Triathlon |
| 19. Aug. 2017 | 3    | Xterra Germany                             | Olbersdorf     |          |                                      |
| 23. Apr. 2017 | 1    | Xterra Philippines                         | Danao          |          | Asia-Pacific Championship            |
| 25. Feb. 2017 | 2    | Xterra South Africa                        | Grabouw        |          |                                      |
| 21. Aug. 2016 | 3    | Xterra European Championships              | Olbersdorf     |          | beim Xterra Germany                  |
| 3. Juli 2016  | 3    | Xterra France                              | Xonrupt        |          |                                      |
| 25. Juni 2016 | 6    | ETU Cross Triathlon European Championships | Vallée de Joux | 02:51:36 | Europameisterschaft Cross-Triathlon  |
| 9. Mai 2016   | 2    | Xterra Malaysia                            | Kuantan        | 03:06:02 | Zweiter hinter Ben Allen             |
| 20. Feb. 2016 | 1    | Xterra South Africa                        | Grabouw        |          |                                      |
| 15. Aug. 2015 | 2    | Xterra Germany                             | Olbersdorf     |          |                                      |
| 5. Juli 2015  | 2    | Xterra France                              | Xonrupt        |          |                                      |
| 11. Apr. 2015 | 2    | Xterra Guam                                | Guam           |          |                                      |
| 22. Feb. 2015 | 2    | Xterra South Africa                        | Grabouw        |          |                                      |
| 8. Feb. 2015  | 1    | Xterra Philippines                         | Danao          |          |                                      |
| 29. März 2014 | 2    | Xterra Guam                                | Guam           |          |                                      |
| 23. März 2013 | 3    | Xterra Guam                                | Guam           |          |                                      |
| 19. Mai 2012  | 1    | ITU Cross Triathlon World Championship U23 | Shelby County  | 02:11:22 | ITU-Weltmeister U23 Cross-Triathlon  |

(DNF – Did Not Finish)